# Ulfcytel Snillingr
Ulfcytel Snillingr (m. 1016, apodado el audaz) fue un noble anglosajón de Anglia Oriental que gobernó el territorio desde el año 1004 hasta su muerte en la batalla de Assandun.
Según las crónicas de Juan de Worcester, Leofsige de Estanglia, noble de Essex, fue desterrado por el asesinato de un sheriff. Aunque no hay constancia de la asignación de un nuevo ealdorman por el rey Etelredo II el Indeciso, el cronista ya menciona a Ulfcytel como dux-caudillo guerrero- y aparece como caudillo de Estanglia en varias ocasiones.
La saga Jomsvikinga cita a Ulfcytel como yerno del rey Æthelred, casado con Elgiva de York (Wulfhild) en primeras nupcias. A partir de 1004 aparece junto al rey en varios sucesos, actuando más como un ministro o thegn, que como un ealdorman.
El nombre de Ulcfytel tiene un origen escandinavo aunque no existen detalles sobre el origen de su familia. Es posible que tuviera relación con Æthelstan de Estanglia quien dominó la escena política en Estanglia y Essex entre 930 y 990. Al margen de las fuentes anglosajonas, Ulfcytel aparece como personaje histórico en la saga de San Olaf de Heimskringla, donde Estanglia se cita como la "tierra de Ulfcytel".
La crónica anglosajona menciona la sangrienta batalla de Ringmere (1004) entre los ejércitos de Estanglia y los vikingos daneses de Svend I. La crónica cita el intento de Ulfcytel y los "cancilleres en East Anglia" de encontrar una tregua con el rey vikingo, pero Svend rompió la tregua avanzando con sus hordas hacia Thetford donde parte del fyrd (milicia anglosajona) se enfrentó en el campo de batalla. Dos versiones de los manuscritos medievales informan que los daneses "admitieron que nunca se habían enfrentado tan duramente mano a mano [luchando] en Inglaterra hasta que Ulfcytel les hizo frente". Svend sufrió grandes pérdidas, y no llegó a ser peor porque Ulfcytel no dio orden de destruir las naves vikingas. Los vikingos abandonaron Inglaterra sin más devastación que la mencionada en la crónica de la batalla.
La segunda aparición en la crónica, Ulfyctel vuelve a encabezar los ejércitos de Estanglia. En esta ocasión combatió a los daneses cerca de Ipswich, el 5 de mayo de 1010 donde la batalla se convirtió en estampida y solo los hombres de Cambridgeshire se mantuvieron firmes en la embestida vikinga. Los anglosajones muertos son innumerables, incluido un cuñado del rey, también el yerno y el nieto del ealdorman Byrhtnoth.
La tercera y última aparición de Ulfcytel en la crónica es en la batalla de Assandun, el 18 de octubre de 1016, luchando al lado de Edmundo II de Inglaterra, donde murió en combate; aparece en la crónica como uno de los "caudillos de la nación". Según las sagas nórdicas, fue Thorkell el Alto quien acabó con su vida y luego desposó con su viuda. Es posible que Thorkell casase con alguna de las hijas viudas de Æthelred aunque no hay certeza que fuese precisamente Wulfhild. Otra versión en Óláfs saga helga, sin embargo, menciona al jarl de Lade, Eiríkr Hákonarson como el combatiente que lo mató cerca de Londres.